# ソウルキャリバーIV
『ソウルキャリバーIV』（ソウルキャリバーフォー、SOULCALIBUR IV）は、2008年7月31日にバンダイナムコゲームス（現・バンダイナムコエンターテインメント）から発売された3D武器格闘アクション。“ソウルシリーズ”の第6作目。アメリカでは同年7月29日に発売された。

## 概要
本作は同シリーズとしては初めてオンライン対戦機能を搭載している。また、コラボレーションとしてSF映画『スター・ウォーズ・シリーズ』のキャラクターがゲストとして登場した。
ソウルキャリバーでは初のCERO：C（15才以上対象）の作品となった。名実ともにソウルシリーズの集大成と呼べる作品であり、あらゆる面で前作よりもパワーアップしている（ただし家庭用恒例の演舞やプロフィール閲覧は廃止）。特に、前作で導入されたキャラクタークリエーションモードは、体格を選べるようになったり、声の音程を変えられるようになったりと大きくグレードアップしている。本作から初めてオンライン対戦が可能になっているがPS3、Xbox 360による両機種間でのオンライン対戦は出来ない。
2008年8月4日、両機種の全世界累計販売本数が200万本を突破したことが発表された。
2009年8月27日には、本作をベースに新要素・新キャラクターを追加した『ソウルキャリバー Broken Destiny』（ソウルキャリバー ブロークン デスティニー）がPlayStation Portable用ソフトとして発売された。

## システムの変更・追加
本作では従来のシステムから大きく変更されたものと新しく追加されたものがある。
ガードインパクト
従来から相手の攻撃を弾きおよび捌きが出来るガードインパクトがあり、相手の攻撃をタイミングよくコマンドを入力する事で相手の攻撃を一時的に失くすことが出来たが本作では投げがガードインパクト出来ないようになっている。また捌きでは相手がうつ伏せに倒れるように変更された。投げを弾く場合はさらにタイミングの精度が必要なジャストインパクトで弾く事が出来る。
クリティカルフィニッシュ
本作では攻撃を防御し続けるとソウルゲージが減少し底が付くとソウルクラッシュという現象が発生する。発生中に特定のコマンドを入れる事によって残り体力を関係なく相手を倒すシステムが導入された。

## 登場キャラクター

### レギュラーキャラクター
- ヒルダ
- ジークフリート
- ナイトメア
- ザサラメール
- ティラ
- 御剣
- タキ
- アイヴィー
- カサンドラ
- アスタロス
- ヴォルド
- ラファエル
- キリク
- シャンファ
- マキシ
- ソン・ミナ
- ユンスン
- ソフィーティア
- セルバンテス
- リザードマン
- 雪華
- ロック
- 吉光
- タリム
- エイミ
- アルゴル

ソウルキャリバーBroken Destiny追加キャラクター
- ダンピエール（ロード・ジオ・ダンピエール）

### ボーナスキャラクター
著名アーティストがデザインを担当した、本作限りのオリジナルキャラクター。全員、技も勝利ポーズも含めてレギュラーキャラクターと同じモーションである。
- シェラザード
- アンゴル・フィア
- 修羅
- アシュロット
- 神斬蝕

### ゲストキャラクター
ソウルキャリバーIV
すべてスター・ウォーズシリーズからの参戦。
- ダース・ベイダー
PS3版では普通に使用可能。Xbox 360版では2008年10月23日から全世界同時に開始されたダウンロードコンテンツを購入することで使用が可能。（Xbox Live Marketplaceにて、400マイクロソフトポイント ）
- ヨーダ
Xbox 360版では普通に使用可能。PS3版では2008年10月23日から全世界同時に開始されたダウンロードコンテンツを購入することで使用可能。（PLAYSTATION Networkにて、日本では600円）
- アプレンティス
2008年9月アメリカに発売されたゲーム『スター・ウォーズ フォース アンリーシュド』の主人公。

ソウルキャリバー Broken Destiny
- クレイトス - ゴッド・オブ・ウォーからの参戦。

## スタッフ
- 制作ディレクター：佐々木勝利
- リードプログラマー：星野正昭